# Стояние (астрономия)
Стояние — кажущееся прекращение видимого движения небесного тела на фоне звёзд наблюдаемое с Земли, при переходе небесного тела от прямого типа движения (с запада на восток) к попятному типу движения (с востока на запад) или наоборот.
Поскольку при наблюдениях с Земли на движение планет вокруг Солнца накладывается еще и движение Земли по своей орбите, небесные тела и планеты перемещаются по небосводу то с запада на восток (прямое движение), то с востока на запад (попятное движение). Моменты смены направления называются стояниями. Если нанести этот путь на карту, получится петля. Размеры петли тем меньше, чем больше расстояние между планетой и Землёй. Планеты описывают петли, а не просто движутся туда-сюда по одной линии исключительно из-за того, что плоскости их орбит не совпадают с плоскостью эклиптики.